# Медведев, Гавриил Николаевич
Гавриил Николаевич Медведев (1918—1979) — старший сержант Рабоче-крестьянской Красной Армии, участник Великой Отечественной войны, Герой Советского Союза (1945).

## Биография
Гавриил Медведев родился 6 апреля 1918 года в деревне Воловка (ныне — Клинцовский район Брянской области). Окончив начальную школу, работал в колхозе. В 1938—1940 годах проходил службу в Рабоче-крестьянской Красной Армии. В 1943 году повторно был призван в армию. С ноября того же года — на фронтах Великой Отечественной войны.
К июлю 1944 года старший сержант Гавриил Медведев командовал пулемётным расчётом 336-го стрелкового полка 5-й стрелковой дивизии 3-й армии 2-го Белорусского фронта. Отличился во время освобождения города Волковыска. 14 июля 1944 года Медведев, единственный оставшийся в строю из всего расчёта, отразил контратаку противника, что способствовало успешным действиям пехотных частей. Во время форсирования реки Рось Медведев был ранен, но продолжал сражаться.
Указом Президиума Верховного Совета СССР от 24 марта 1945 года за «образцовое выполнение боевых заданий командования на фронте борьбы с немецкими захватчиками и проявленные при этом мужество и героизм» старший сержант Гавриил Медведев был удостоен высокого звания Героя Советского Союза с вручением ордена Ленина и медали «Золотая Звезда» за номером 8280.
После окончания войны Медведев был демобилизован. Проживал и работал в Клинцах. Умер 28 декабря 1979 года, похоронен в Клинцах.
Был также награждён орденом Славы 3-й степени и рядом медалей.